# W tyle wizji
W tyle wizji – polski program publicystyczno-satyryczny nadawany w latach 2016–2023 w TVP Info.

## Historia
Pierwszy odcinek został wyemitowany 1 kwietnia 2016 roku, wówczas jeszcze bez części dodatkowej W tyle wizji extra. Program poprowadzili Wiktor Świetlik i Waldemar Ogiński, a rozpoczął i zakończył Marcin Wolski.
Po rozpoczęciu inwazji Rosji na Ukrainę 24 lutego 2022 roku i nadawaniu na antenie stacji TVP Info wydania specjalnego, emisja programu została zawieszona. Ostatnie pełne wydanie programu zostało wyemitowane 24 lutego, a wznowienie nadawania nastąpiło 12 marca 2022 roku. Wydanie to poprowadzili Stanisław Janecki i Krzysztof Feusette.
W grudniu 2023 poinformowano o zakończeniu emisji programu. Program przez większość czasu emisji miał dwie części, główną (35-39 min.) i dodatkową o własnym tytule W tyle wizji extra (15-29 min.). Ostatnie wydanie programu nadano 19 grudnia 2023 roku. 22 grudnia 2023 roku autor programu Marcin Wolski pożegnał się z widzami programu na swoim profilu w serwisie internetowym udostępniania wideo YouTube. Dzień wcześniej 21 grudnia 2023 na swoim profilu w serwisie społecznościowym X (dawniej Twitter) z widzami programu pożegnał się i poinformował o zakończeniu jego nadawania jeden ze współprowadzących program Stanisław Janecki.

## Formuła programu
Program był podsumowaniem najważniejszych wydarzeń dnia (głównie politycznych) z Polski i ze świata. Miał on charakter humorystyczny, w którym prowadzący – dziennikarze i satyrycy – rozmawiali ze sobą w studiu, oglądali materiały przygotowane przez reporterów, wysłuchiwali telefonów od widzów i czytali wpisy na Twitterze. Szefem programu i jednym z prowadzących był Marcin Wolski, który zawsze na początku wydania krótko komentował najważniejsze wydarzenie (w zmienionej formule komentarz wstępny wygłaszała jedna z osób prowadzących), a na końcu czytał swój własny wiersz satyryczny. Od 3 października 2016 po zakończeniu programu emitowany był W tyle wizji extra, w którym omawiano jeden temat. W tej części komentarze widzów mogły trwać nieco dłużej.

## Emisja
- Program emitowany był w TVP Info od 1 kwietnia 2016 roku
- Można go było obejrzeć od poniedziałku do soboty o 21:50 oraz o 22:30 (W tyle wizji extra)
- W TVP Info emitowane były również powtórki programu – codziennie o 1:40 i 5:23
- Każde wydanie W tyle wizji było udostępniane na portalu TVP.Info[8]
- Od 3 października 2016 program miał swoją dalszą część – W tyle wizji extra, emitowaną od 22:30
- Ostatnie wydanie programu nadano 19 grudnia 2023.

## Prowadzący
- Marcin Wolski (kwiecień 2016–grudzień 2023)
- Krzysztof Feusette (kwiecień 2016–grudzień 2023)
- Wiktor Świetlik (kwiecień 2016–grudzień 2023)
- Stanisław Janecki (kwiecień 2016–grudzień 2023)
- Dorota Łosiewicz (kwiecień 2016–grudzień 2023)
- Magdalena Ogórek (3 listopada 2016–grudzień 2023[9])
- Jacek Łęski (30 listopada 2020–grudzień 2023[10])
- Krzysztof Skiba (kwiecień 2016–listopad 2016[11])
- Waldemar Ogiński (kwiecień 2016-wrzesień 2016[12])
- Łukasz Warzecha (kwiecień 2016–październik 2017[13])
- Wojciech Surmacz (9 października 2017[14] –5 stycznia 2018[15])
- Dominika Chorosińska (27 października 2017[16] –21 października 2018[17])
- Mikołaj Janusz (grudzień 2018–maj 2019[18])
- Rafał Ziemkiewicz (kwiecień 2016–wrzesień 2020[19][20])

## Oglądalność
Od momentu powstania W tyle wizji konkurowało z nadawanym od 25 stycznia 2005 roku programem o podobnym charakterze Szkło kontaktowe emitowanym w TVN24. W badaniach całego roku 2017 W tyle wizji przegrało z konkurencyjnym programem pod względem oglądalności. Pierwszą część programu oglądało wówczas w telewizji średnio 577 tys. widzów, a drugą 598 tys., tymczasem Szkło kontaktowe obejrzało średnio 655 tys. widzów. Zgodnie z informacjami w 2018 r. w badaniach prowadzonych od 1 września do 8 października 2018 W tyle wizji znów przegrało z konkurencyjnym programem pod względem oglądalności, oglądało je wówczas średnio 482 tys. widzów, a Szkło Kontaktowe 529 tys. Natomiast według danych Nielsen Audience Measurement program od 1 stycznia do 6 marca 2019 r. oglądało średnio 512 tys. osób, a Szkło Kontaktowe 642 tys. Według danych Nielsen Audience Measurement dodatkową część programu W tyle wizji Extra od 1 stycznia do 6 marca 2019 r. oglądało 565 tys. osób. Średnia oglądalność programu W tyle wizji w okresie od 1 stycznia do 22 maja 2023 roku wyniosła 592 tys. osób, natomiast Szkło kontaktowe w tym samym okresie oglądało średnio 577 tys. widzów. Tym samym po raz pierwszy od jego powstania program W tyle wizji w TVP Info przebił oglądalnością program TVN24.

## Kontrowersje

### Skarga do Krajowej Rady Radiofonii i Telewizji
W lutym 2019 Rzecznik Praw Obywatelskich Adam Bodnar złożył skargę do Krajowej Rady Radiofonii i Telewizji w związku z komentarzami Rafała Ziemkiewicza wygłoszonymi na antenie programu W tyle wizji (emisja 24 stycznia 2019), które ze względu na swą obraźliwą formę stanowiły według niego naruszenie dóbr osobistych Rafała Pankowskiego, współzałożyciela Stowarzyszenia „Nigdy Więcej”. W piśmie do KRRiT Rzecznik stwierdził: „Wypowiedź redaktora Rafała Ziemkiewicza, niepodparta żadnymi materiałami ani odwołaniami do możliwych do zidentyfikowania wypowiedzi dra hab. Rafała Pankowskiego, mogła zostać odebrana, jako dyskredytowanie jego działalności, a szerzej jako dyskredytowanie działań na rzecz walki z rasizmem i antysemityzmem w Polsce w ogóle. Słowa redaktora Ziemkiewicza w sposób budzący wątpliwości z punktu widzenia misji mediów publicznych bagatelizują również bardzo niebezpieczne dla życia społecznego zjawiska, jakimi są mowa nienawiści i antysemityzm”.  Rzecznik Praw Obywatelskich oczekiwał na informację o podjętych w tej sprawie działaniach.

### Proces z Elżbietą Podleśną
W lutym 2019 w jednym z odcinków prowadzący program Rafał Ziemkiewicz i Magdalena Ogórek komentując sprawę Elżbiety Podleśnej, mieli podważać jej kompetencje i bezstronność jako psychoterapeutki, stwierdzając m.in., że mają wrażenie, iż „jako psycholog i psychoterapeutka przyprowadza swoich pacjentów na rozmaite eventy”, a oni sami „zachowują się, jakby mieli pranie mózgu fachowo zrobione”. Sprawa z wniosku Podleśnej o zniesławienie trafiła w 2019 do sądu pierwszej instancji, ale została umorzona. We wrześniu 2021 Sąd Rejonowy dla Warszawy-Śródmieścia rozpatrzył skargę Podleśnej na to umorzenie i nakazał sądowi rejonowemu ponownie zająć się sprawą. W grudniu 2022 dziennikarze zostali skazani przez Sąd Rejonowy na grzywny w wysokości 10 tysięcy złotych dla każdego. Po wyroku oskarżeni odwołali się od niego. W maju 2023 sąd drugiej instancji uprawomocnił pierwszy w sprawie wyrok. W sierpniu tego samego roku minister sprawiedliwości oraz prokurator generalny Zbigniew Ziobro zdecydował się wnieść do Sądu Najwyższego skargę nadzwyczajną w sprawie wyroku. Sąd Najwyższy odmówił wstrzymania wykonania wyroku. W grudniu 2023 zostali ułaskawieni przez prezydenta Andrzeja Dudę.

### Proces z Iwoną Hartwich
We wrześniu 2021 podczas jednego z odcinków Magdalena Ogórek stwierdziła, że pseudonim posłanki Iwony Hartwich brzmi „żywa gotówka”. Ze względu na to, że Ogórek nie reagowała na polubowne wezwania do przeprosin, Hartwich wniosła pozew do warszawskiego Sądu Rejonowego. W listopadzie 2023 Sąd oddalił powództwo i nakazał zwrócić Magdalenie Ogórek koszty sądowe.